# Płocie (wieś)
Płocie (niem. Plötzenhof) – wieś sołecka w Polsce położona w województwie zachodniopomorskim, w powiecie drawskim, w gminie Złocieniec. W latach 1975–1998 miejscowość administracyjnie należała do województwa koszalińskiego. Do 31 grudnia 2018 r. wieś należała do zlikwidowanej gminy Ostrowice. W roku 2007 wieś liczyła 51 mieszkańców.
2 lipca 2018 mieszkańcy sołectwa (3 osoby) w konsultacjach społecznych jednogłośnie opowiedzieli się za zniesieniem gminy Ostrowice.

## Geografia
Wieś leży ok. 8,5 km na północny wschód od Ostrowic, ok. 800 m na wschód od rzeki Rakoń.